# 2. brigáda Specnaz
2. brigáda Specnaz je útvar speciálního určení ruské a dříve sovětské armády. Má asi 960 příslušníků, funguje od roku 1963. V letech 1985 až 1989 byla nasazena v Afghánistánu, v roce 1995 v Čečensku. V druhé čečenské válce byla nasazena v letech 1999 až 2006. Je umístěna v Promežici v Pskovské oblasti, 177. oddíl se do roku 2008 nacházel v městečku Pušnoj. Dne 1. prosince probíhá každoroční oslava, vzpomínkový den je 21. února.

## Složení
- velení brigády
- 70. samostatný oddíl SpN GRU. (v současné době "2.oddíl")
- 177. samostatný oddíl SpN GRU. (kádrový/profesionální?)
- 329. samostatný oddíl SpN GRU. (v současné době "První oddíl")
- 700. samostatný oddíl SpN GRU. (v současné době "Třetí oddíl")
- škola mladších specialistů (ŠMS) – je tvořena 2 učebními rotami. Okruhy přípravy: průzkum, radiotelegrafista (jedna četa). Výcvik se provádí pouze pro svou brigádu.
- škola praporčíků. (zrušeno)
- oddíl speciálních radiospojení (oSRS) (2 roty)
- rota materiálního zabezpečení (RMS).

Až do poloviny 90. let byly součástí jednotky OSNAZ: centrum odposlechů (CRP) a radiovyhledávání bodu (RPP).

## Historie
2. brigáda SpN byla vytvořena na základě směrnice generálního štábu a velitele Leningradského vojenského okruhu ozbrojených sil SSSR ve městě Pskov, v období od 17. září 1962 do 1. března 1963 na základech 20. samostatné roty SpN.

### Ztráty
- Afghánistán – 167 lidí
- 1. čečenská válka – 2 osoby
- 2. čečenská válka – 50 osob

### Afghánistán
V letech 1985-89 177. ooSpN vytvořený v 22. OBrSpN, Kapčagai. V 15. obrSpN se účastnil bojových operací v Afghánistánu. Dislokace – Gazni. Pro odvahu a chrabrost při výkonu vojenské služby v republice Afghánistánu, byl 177. ooSpN vyznamenán medailí Ústředního výboru VLKSM Vojenská chrabrost a čestným Rudým praporem z NDPA.
Součástí oddílu byly uložené desky se jmény padlých v Afghánistánu, když se rozpustil 177. ooSpN umístěný v bývalé základně Pašnoj / Tajbola v regionu Murmansk (78 km jižně od Murmansku). u 2. brigády zvláštního určení, nástupce jednotky bylo rozhodnuto vytvořit jediný památník – rozvědčíkům, kteří zemřeli v Afghánistánu a v první válce v Čečensku.

### První čečenská válka
Na základě brigády vytvořili složený oddíl, z řad samostatných rot (Tajbola, Petrozavodsk, Pečora).
Byli nasazeni od 19. ledna do 26. dubna 1995. Pobyli několik dní v Mozdoku, pak přešli na místo trvalého umístění – do Beslanu (stojícího v blízkosti letiště). V bojích operovali 10 dnů, 20 dnů byli na základně. V Grozném, v Assinovské a u Bamutu.
Ztráty – 2 vojáci:
1. starší praporčík Josef Mjačeslavovič Gluškeviš. Zemřel 27.3.1995, při plnění bojových úkolů, v okrese Zakan-Jurt, Samaški, v boji měl smrtelné zranění.
2. starší praporčík Nikolaj Jakovlevič Rabčenjuk. Zemřel 16.4.1995, při výbuchu BTR.
3. Jefrejtor (svobodník) Sergej Michajlovič Michalev. (Převeden do jiné jednotky,ve které zemřel).

### Druhá čečenská válka
V srpnu 1999 byl kombinovaný oddíl přesunut na Severní Kavkaz na služební cestu. Prvních bojů se zúčastnil v Dagestánu, a v září 1999 na území Čečenska.
2. OBrSpN v Čečensku byla prezentována složeným oddílem: jedna rota – 70. ooSpN, jedna rota 700. ooSpN, jedna rota 329. ooSpN a velení, automobilní četa, spojaři. 19. září 2006 byl složený oddíl 2. OBrSpN odsunut z lokality Daču-Barzoj na svou základnu.
21.2.2000 v Čečensku v bitvě u Šatoje v léčce, bylo zabito 25 vojáků a důstojníků složeného oddílu 2. OBrSpN a 8 přidělených ženistů a dělostřeleckých návodčích, celkem 33 lidí.
3 dostali posmrtně řád Hrdina Ruska a 2 lidé léčku přežili.
Od srpna 1999 do března 2000 ztráty 31 lidí.
Podzim 2004 – jaro 2005 – 1 mrtvý v Čečensku.
Jaro – podzim 2005 – 1 mrtvý v Čečensku.
Do 21.2.2008 – 50 mrtvých

### Jižní Osetie
329. samostatný oddíl dostal prostředky na posílení jednotek ve válce v Jižní Osetii v srpnu 2008. Do oblasti byl přesunut 8. 8. 2008, zpět se vrátil 7. 3. 2009. Tři vojáci byli zraněni (10.6.2008 – nášlapné miny).

## Velitelé
- plk. Alexej Nikolajevič Grišakov (29. prosinec 1962 – 13. říjen 1966)
- plk. Igor Krechovskij (13. říjen 1966 – 7. leden 1974)
- plk. Oleg Michajlovič Žarov (7. leden 1974 – 21. listopad 1975)
- plk. Jurij Jakovlevič Golousenko (21. listopad 1975 – 30. červen 1979)
- plk. Vladimír Andrejevič Gvozď (30. červen 1979 – 21. prosinec 1987)
- plk. Anatolij Iljič Bezručko (21. prosinec 1987 – 14. leden 1989)
- plk. Gennadij Konstantinovič Sidorov (14. leden 1989 – 3. listopad 1997)
- plk. Anatolij Andrejevič Blažko (1997 – 2010)
- plk. Sergej Michajlovič Šakurin (2010 – ?)
- plk. Konstantin Semjonovič Bušujev (2014 – současnost)